# إليس واكيت
إليس واكيت (بالإنجليزية: Ellis Wackett)‏ (و. 1901 – 1984 م) هو طيار أسترالي، ولد في تاونسفيل، ويحمل رتبة عسكرية Air vice-marshal ‏، توفي في Warracknabeal ‏، عن عمر يناهز 83 عاماً.

## جوائز
حصل على جوائز منها:
- نيشان الامبراطورية البريطانية من رتبة قائد
- نيشان الحمام من رتبة مرافق  [لغات أخرى]‏
- Fellow of the Royal Aeronautical Society [الإنجليزية]‏